# Nederlandse kampioenschappen atletiek 1951
In 1951 werden de Nederlandse kampioenschappen atletiek gehouden op 21 en 22 juli in het Olympisch Stadion in Amsterdam. De organisatie lag in handen van de KNAU afdeling Noord-Holland. De weersomstandigheden waren zonnig en warm. 
Op 1 juli werden op de Nenijto-baan in Rotterdam het NK op de onderdelen 200 m horden en de 3000 m steeple chase. Op dezelfde baan werd op 19 augustus het NK kogelslingeren gehouden.
Het NK-marathon werd op zaterdag 1 september gehouden als onderdeel van de Internationale Marathon van Enschede.
De Nederlandse kampioenschappen tienkamp (heren) en vijfkamp (dames) werden op 1 en 2 september gehouden in Leiden. 

## Uitslagen

### 100 m
| rang   | atleet      | prestatie |
| ------ | ----------- | --------- |
| Goud   | Theo Saat   | 10,8 s    |
| Zilver | Jan Lammers | 10,9 s    |
| Brons  | Jan Kleyn   | 11,0 s    |

| rang   | atlete              | prestatie |
| ------ | ------------------- | --------- |
| Goud   | Fanny Blankers-Koen | 11,9 s    |
| Zilver | Hilde Veth          | 12,5 s    |
| Brons  | Puck Brouwer        | 12,5 s    |

### 200 m
| rang   | atleet      | prestatie |
| ------ | ----------- | --------- |
| Goud   | Theo Saat   | 22,0 s    |
| Zilver | Jan Lammers | 22,3 s    |
| Brons  | J.M. Greep  | 22,5 s    |

| rang   | atlete              | prestatie |
| ------ | ------------------- | --------- |
| Goud   | Fanny Blankers-Koen | 25,4 s    |
| Zilver | Puck Brouwer        | 26,4 s    |
| Brons  | Gré de Jongh        | 26,6 s    |

### 400 m
| rang   | atleet       | prestatie |
| ------ | ------------ | --------- |
| Goud   | Arie de Jong | 50,0 s    |
| Zilver | Frans Buys   | 50,0 s    |
| Brons  | Bart Verweij | 50,3 s    |

### 800 m
| rang   | atleet         | prestatie |
| ------ | -------------- | --------- |
| Goud   | Harry de Kroon | 1.53,3    |
| Zilver | Frits Wolsink  | 1.54,0    |
| Brons  | Stada          | 1.54,3    |

### 1500 m
| rang   | atleet        | prestatie |
| ------ | ------------- | --------- |
| Goud   | Wim Slijkhuis | 3.52,2    |
| Zilver | Hans Harting  | 3.54,2    |
| Brons  | Cees Seeuwen  | 4.01,6    |

### 5000 m
| rang   | atleet                | prestatie |
| ------ | --------------------- | --------- |
| Goud   | Wim Slijkhuis         | 15.29,4   |
| Zilver | Henk van der Veerdonk | 15.34,8   |
| Brons  | Willy van Zeeland     | 15.36,0   |

### 10.000 m
| rang   | atleet          | prestatie |
| ------ | --------------- | --------- |
| Goud   | Jef Lataster    | 32.39,6   |
| Zilver | Dé Slegt        | 33.08,6   |
| Brons  | Staf Dobbelaere | 33.48,6   |

### 110 m horden/80 m horden
| rang   | atleet                | prestatie |
| ------ | --------------------- | --------- |
| Goud   | Gerrit van der Hoeven | 15,4 s    |
| Zilver | Gerard Brocken        | 15,5 s    |
| Brons  | Jan Zwaan             | 15,7 s    |

| rang   | atlete                 | prestatie     |
| ------ | ---------------------- | ------------- |
| Goud   | Fanny Blankers-Koen    | 11,3 s ev. WR |
| Zilver | Willy Lust             | 12,0 s        |
| Brons  | Chrisje Schoonderwoert | 12,4 s        |

### 200 m horden
| rang   | atleet          | prestatie |
| ------ | --------------- | --------- |
| Goud   | Frans Buys      | 25,0      |
| Zilver | Kees Schuiling  | 25,2      |
| Brons  | Peter Nederhand | 26,2      |

### 400 m horden
| rang   | atleet          | prestatie |
| ------ | --------------- | --------- |
| Goud   | Frans Buijs     | 56,1 s    |
| Zilver | Jouke Speerstra | 57,2 s    |
| Brons  | J. Bakels       | 57,2 s    |

### 3000 m steeplechase
| rang   | atleet        | prestatie |
| ------ | ------------- | --------- |
| Goud   | Hans Huizinga | 9.52,7    |
| Zilver | Wim van Ede   | 10.16,3   |
| Brons  | Jaap Bijlsma  | 10.15,4   |

### Verspringen
| rang   | atleet            | prestatie |
| ------ | ----------------- | --------- |
| Goud   | Bram Leeuwenhoek  | 7,07 m    |
| Zilver | Tonny Mooij       | 6,94 m    |
| Brons  | Mees Naaktgeboren | 6,94 m    |

| rang   | atlete                     | prestatie |
| ------ | -------------------------- | --------- |
| Goud   | Fanny Blankers-Koen        | 5,90 m    |
| Zilver | Willy Lust                 | 5,51 m    |
| Brons  | Gerda van der Kade-Koudijs | 5,32 m    |

### Hink-stap-springen
| rang   | atleet        | prestatie |
| ------ | ------------- | --------- |
| Goud   | H. van Egmond | 13,91 m   |
| Zilver | A. de Jong    | 13,42 m   |
| Brons  | Gerard Sterk  | 13,14 m   |

### Hoogspringen
| rang   | atleet         | prestatie |
| ------ | -------------- | --------- |
| Goud   | Henk Visser    | 1,813 m   |
| Zilver | Jan Romp       | 1,813 m   |
| Brons  | J. v.d. Meulen | 1,75 m    |

| rang   | atlete              | prestatie |
| ------ | ------------------- | --------- |
| Goud   | Fanny Blankers-Koen | 1,58 m    |
| Zilver | Dini Hilbrandie     | 1,55 m    |
| Brons  | W. van Weteringen   | 1,50 m    |

### Polsstokhoogspringen
| rang   | atleet          | prestatie |
| ------ | --------------- | --------- |
| Goud   | Cor Lamoree     | 3,60 m    |
| Zilver | Frits Butzelaar | 3,60 m    |
| Brons  | Mart Swart      | 3,50 m    |

### Kogelstoten
| rang   | atleet         | prestatie |
| ------ | -------------- | --------- |
| Goud   | Lei Derichs    | 14,02 m   |
| Zilver | Aad de Bruyn   | 13,71 m   |
| Brons  | Hans Houtzager | 13,21 m   |

| rang   | atlete                 | prestatie |
| ------ | ---------------------- | --------- |
| Goud   | Jo van Schouwen-Cramer | 11,66 m   |
| Zilver | Ans Panhorst-Niesink   | 11,36 m   |
| Brons  | G. Rensen              | 10,68 m   |

### Discuswerpen
| rang   | atleet       | prestatie |
| ------ | ------------ | --------- |
| Goud   | Aad de Bruyn | 42,72 m   |
| Zilver | Chris Postma | 42,67 m   |
| Brons  | P. Tangelder | 40,69 m   |

| rang   | atlete               | prestatie |
| ------ | -------------------- | --------- |
| Goud   | Cor Aafjes           | 39,76 m   |
| Zilver | Ans Panhorst-Niesink | 38,27 m   |
| Brons  | C. Lens              | 34,89 m   |

### Speerwerpen
| rang   | atleet            | prestatie |
| ------ | ----------------- | --------- |
| Goud   | Nico Lutkeveld    | 62,05 m   |
| Zilver | L. Vorenkamp      | 58,715 m  |
| Brons  | Jaap van der Poll | 58,41 m   |

| rang   | atlete            | prestatie |
| ------ | ----------------- | --------- |
| Goud   | Ans Koning        | 37,58 m   |
| Zilver | P. van der Stap   | 34,60 m   |
| Brons  | Fabie Snel-Muller | 34,20 m   |

### Kogelslingeren
| rang   | atleet         | prestatie |
| ------ | -------------- | --------- |
| Goud   | Hans Houtzager | 52,09 m   |
| Zilver | Aad de Bruyn   | 50,06 m   |
| Brons  | J. Versteeg    | 45,72 m   |

### Tienkamp/Vijfkamp
| rang   | atleet                | prestatie |
| ------ | --------------------- | --------- |
| Goud   | Joop Fikkert          | 5224 p    |
| Zilver | Gerrit van der Hoeven | 5091½ p   |
| Brons  | L. Vlamings           | 4571 p    |

| rang   | atlete              | prestatie |
| ------ | ------------------- | --------- |
| Goud   | Willy Lust          | 3511½ p   |
| Zilver | Loes van der Meyden | 2731 p    |
| Brons  | Riki Petter         | 2723 p    |

### Marathon
| rang   | atleet              | prestatie      |
| ------ | ------------------- | -------------- |
| Goud   | Jan Overdijk        | 2:43.42,0 N.R. |
| Zilver | Janus van der Zande | 2:51.39,0      |
| Brons  | Ad Moons            | 2:57.22,0      |

1904 · 
1908 · 
1909 · 
1910 · 
1911 · 
1912 · 
1913 · 
1914 · 
1915 · 
1917 · 
1918 · 
1919 · 
1920 · 
1921 · 
1922 · 
1923 · 
1924 · 
1925 · 
1926 · 
1927 · 
1928 · 
1929 · 
1930 · 
1931 · 
1932 · 
1933 · 
1934 · 
1935 · 
1936 · 
1937 · 
1938 · 
1939 · 
1940 · 
1941 · 
1942 · 
1943 · 
1944 · 
1946 · 
1947 · 
1948 · 
1949 · 
1950 · 
1951 · 
1952 · 
1953 · 
1954 · 
1955 · 
1956 · 
1957 · 
1958 · 
1959 · 
1960 · 
1961 · 
1962 · 
1963 · 
1964 · 
1965 · 
1966 · 
1967 · 
1968 · 
1969 · 
1970 · 
1971 · 
1972 · 
1973 · 
1974 · 
1975 · 
1976 · 
1977 · 
1978 · 
1979 · 
1980 · 
1981 · 
1982 · 
1983 · 
1984 · 
1985 · 
1986 · 
1987 · 
1988 · 
1989 · 
1990 · 
1991 · 
1992 · 
1993 · 
1994 · 
1995 · 
1996 · 
1997 · 
1998 · 
1999 · 
2000 · 
2001 · 
2002 · 
2003 · 
2004 · 
2005 · 
2006 · 
2007 · 
2008 · 
2009 · 
2010 · 
2011 · 
2012 · 
2013 · 
2014 · 
2015 · 
2016 ·
2017 ·
2018 ·
2019 ·
2020 ·
2021 ·
2022 ·
2023 ·
2024 ·
2025